# Кёрфез
Кёрфез (тур. Körfez) — город и район в провинции Коджаэли (Турция).